# Samen Berlaar Anders
Samen Berlaar Anders (SamBA) is een Vlaamse politieke partij die deelnam aan de provincieraadsverkiezingen 2012 in Antwerpen en aan de gemeenteraadsverkiezingen van Berlaar. De beweging werd opgericht door Jef Daems.
De partij behaalde met 1.222 (1%) stemmen in de provincieraadsverkiezing de kiesdrempel niet in het provinciedistrict Lier. Voor de gemeente kregen ze 1.029 stemmen, goed voor 2 zetels. Deze worden ingenomen door Jef Daems en John Steurs.
Op provinciaal vlak bepleit de partij een afbouw van het aantal provincieraadsleden en de overdracht van bevoegdheden naar een ander niveau.